# Xylocythere
Xylocythere är ett släkte av kräftdjur. Xylocythere ingår i familjen Cytheruridae.
Kladogram enligt Catalogue of Life:
| Xylocythere | \| \| Xylocythere pointillissima \| \| \| \| \| \| Xylocythere tridentis \| \| \| \| \| \| Xylocythere turnerae \| \| \| \| |
|             | \| \| Xylocythere pointillissima \| \| \| \| \| \| Xylocythere tridentis \| \| \| \| \| \| Xylocythere turnerae \| \| \| \| |
|             | Aversovalva |
|             | |
|             | Cytheropteron |
|             | |
|             | Cytherura |
|             | |
|             | Eucytherura |
|             | |
|             | Hemicytherura |
|             | |
|             | Microceratina |
|             | |
|             | Microcytherura |
|             | |
|             | Oculocytheropteron |
|             | |
|             | Pedicythere |
|             | |
|             | Semicytherura |
|             | |
|             | Swainocythere |
|             | |
|             | Tetracytherura |
|             | |
|             | Xylocythere pointillissima                                                                                                  |
|             | |
|             | Xylocythere tridentis |
|             | |
|             | Xylocythere turnerae |
|             | |

|  | Xylocythere pointillissima |
|  |                            |
|  | Xylocythere tridentis      |
|  |                            |
|  | Xylocythere turnerae       |
|  |                            |